# Octopus oculifer
Octopus oculifer är en bläckfiskart som först beskrevs av William Evans Hoyle 1904.  Octopus oculifer ingår i släktet Octopus och familjen Octopodidae. Inga underarter finns listade i Catalogue of Life.